# Light o' Love
Light o' Love è un cortometraggio muto del 1915 diretto da Charles Hayden (J. Charles Haydon).

## Produzione
Il film fu prodotto dalla Selig Polyscope Company.

## Distribuzione
Distribuito dalla General Film Company, il film - un cortometraggio in due bobine - uscì nelle sale cinematografiche statunitensi il 24 maggio 1915.